# Cloverdale (Oregón)
Cloverdale es un lugar designado por el censo ubicado en el condado de Tillamook en el estado estadounidense de Oregón. En el año 2000 tenía una población de 242 habitantes y una densidad poblacional de 116.5 personas por km².

## Geografía
Cloverdale se encuentra ubicado en las coordenadas 45°12′21″N 123°53′31″O / 45.20583, -123.89194.

## Demografía
Según la Oficina del Censo en 2000 los ingresos medios por hogar en la localidad eran de $50,568 y los ingresos medios por familia eran $52,386. Los hombres tenían unos ingresos medios de $19,107 frente a los $18,125 para las mujeres. La renta per cápita para la localidad era de $17,325. Alrededor del 6.6% de la población estaban por debajo del umbral de pobreza.